# Oryx (webové stránky)
Oryx či Oryxspioenkop je původně nizozemská webová stránka pro analýzu informací z otevřených zdrojů (OSINT) a skupina pro válečný výzkum, kterou založili Stijn Mitzer a Joost Oliemans. Oba dříve spolupracovali s investigativní skupinou Bellingcat. Oliemans také spolupracoval s Janes Information Services, britskou společností zabývající se analýzou vojenských informací z otevřených zdrojů. Mitzer a Oliemans jsou spoluautory dvou knih o Korejské lidové armádě.
Původní autoři ukončili své angažmá k 1. říjnu 2023, hlavním administrátorem webu je od té doby dlouholetý český přispěvatel Jakub Janovský.

## Historie
Web založil jako blog v roce 2013 tehdy 17letý Stijn Mitzer, který v té době přestával hrát fotbal a jako student střední školy tak najednou měl spoustu volného času. Ten využíval ke sledování událostí Arabského jara, a když se revoluce v Sýrii přeměnila v táhlou občanskou válku, rozhodl se že bude její vývoj podrobněji sledovat na Twitteru. Tam ho ovlivnila práce Eliotta Higginse, jednoho z průkopníků OSINT analýzy a pozdějšího zakladatele Bellingcatu. Rozhodl se proto po jeho vzoru začít psát články o zbraních používaných v syrském konfliktu a k tomuto účelu si založil web (tehdy ještě na blogovací platformě Blogger), kde 16. února 2013 zveřejnil svůj první článek o variantách tanků T-72 používaných syrskými vládními silami.
V této době se také zrodil netradiční název blogu, který kombinuje slovo „Oryx“ (latinský a anglický termín pro rod přímorožců) s termínem „Spioenkop“ (afrikánský výraz doslova znamenající „špionážní kopec“), který definuje „místo, odkud je možné sledovat vývoj událostí po celém světě“.
Do roku 2017 se blog Oryx věnoval stále převážně syrskému (a libyjskému) konfliktu, autor však začal hledat větší analytické výzvy. Proto se spojil se svým kolegou Joostem Oliemansem a společně napsali sérii článků o ozbrojených silách KLDR, z nichž se později vyvinula i dvojice knih. Cílem autorů bylo systematizovat poznatky o Korejské lidové armádě a vyvrátit mnoho mýtů způsobených nedostatkem informací o dění v této diktatuře.
Poté autoři začali hledat další témata, mezi nimiž svou komplexitou vyniklo zejména pokrývání války v Náhorním Karabachu, války v Tigraji a série článků analyzujících turecký obranný průmysl. Autoři v té době dle svých slov spatřovali smysl ve věnování se konfliktům, jimž se v západních médiích nedostávalo podle nich dostatečné pozornosti a hloubky pokrytí.
V roce 2021 však dle svých slov Stijn začal mít pocit, že vše už napsal a tvorba webu ho přestávala naplňovat. Počátkem roku 2022 uvažoval o ukončení svého projektu, avšak začátek plnohodnotné ruské invaze na Ukrajinu dočasně obnovil jeho zájem v projektu pokračovat. Pokrývání ruské invaze na Ukrajinu přineslo webu mezinárodní ohlas, neboť jeho počítání a sledování materiálních ztrát na obou stranách nabídlo bezprecedentní statistické informace o vývoji války. Vzhledem k uvádění pouze vizuálně potvrzených ztrát jsou uváděné součty ztrát vojenského vybavení minimálními východisky pro odhady ztrát – je zjevné, že ne všechna zničená technika je publikována. Web Oryx je v souvislosti s dokumentací ruské invaze pravidelně citován ve významných světových médiích, včetně např. agentury Reuters, BBC News, The Guardian, The Economist, Newsweek, CNN či CBS News. Časopis Forbes blog označil za „dosud nejspolehlivější zdroj v době konfliktu“ a jeho služby označil za vynikající.
Po roce a půl pokrývání této války se však rozhodli původní autoři Stijn Mitzer a Joost Oliemans k 1. říjnu 2023 projekt opustit. V článku vysvětlujícím toto rozhodnutí uvádí jako důvod fyzické i emocionální vyčerpání způsobené deseti lety pokrývání vojenských konfliktů. Vzhledem k tomu, že jádrem projektu je analyzování obrazových materiálů, znamená to pro tvůrce mimo jiné nutnost neustále sledovat mnohdy brutální videa a snímky z válečných oblastí. Autoři po celou dobu pracovali zdarma, 8 593 eur které během tří let získali formou dobrovolných příspěvků přes platformu Patreon v plné výši darovali charitativním organizacím působícím na Ukrajině, v Turecku, Sýrii a Tanzanii.
Od 1. říjnu 2023 web převzal dlouholetý český přispěvatel Jakub Janovský, který ve spolupráci s dalšími analytiky (mj. ze skupiny WarSpotting) pokračuje v aktualizaci materiálů týkajících se války na Ukrajině.

## Seznamy techniky
Ačkoliv web obsahuje řadu článků na široké spektrum témat, zřejmě nejpopulárnější[zdroj?] jsou seznamy dokumentující zbraně (a jejich ztráty) používané v řadě konfliktů. Současní přispěvatelé v čele s Jakubem Janovským pravidelně aktualizují několik seznamů týkajících se probíhající války na Ukrajině. K únoru 2022 se jednalo o tyto seznamy: ztráty těžké a letecké techniky Ruska a Ukrajiny (aktualizováno téměř denně), vojenská pomoc v podobě těžké techniky a česká vojenská asistence (aktualizováno příležitostně).
Některé další seznamy týkající se války na Ukrajině mohou být dle vyjádření Jakuba Janovského aktualizovány nárazově ve chvíli, kdy dojde k nějaké významné související události. I pokud jsou seznamy aktualizovány jen nárazově, jsou do nich při aktualizaci vždy zahrnuty veškeré známé informace, stále tedy představují k datu poslední aktualizace co možná nejkomplexnější výčet.